# دورة الألعاب الآسيوية 2022
دورة الألعاب الآسيوية 2022 هي النسخة التاسعة عشر من دورة الألعاب الآسيوية أقيمت في هانغتشو بمقاطعة جيجيانغ الصينية في الفترة من 10 سبتمبر إلى 25 سبتمبر 2022. وكانت هذه الألعاب حدثًا متعدد الرياضات يتم الاحتفال به في مدينة هانغتشو بمقاطعة تشجيانغ بالصين. ستكون هانغتشو ثالث مدينة صينية تستضيف دورة الألعاب الآسيوية، بعد بكين عام 1990 وقوانغتشو في عام 2010.
كان من المقرر في الأصل عقد الألعاب في الفترة من 10 إلى 25 سبتمبر 2022 ، ولكن في 6 مايو تم تأجيل الحدث بسبب جائحة كورونا بسبب مخاوف من السفر إلى الصين ، وسط التهديد المحتمل لمتغير الفايروس كورونا. في 19 يوليو 2022 ، تم الإعلان عن المواعيد الجديدة من 23 سبتمبر إلى 8 أكتوبر 2023.

## مرحلة الترشيح
أكدت اللجنة الأولمبية الصينية أن هانغتشو قدمت عرضًا ، وهي المدينة الوحيدة التي أعلنت الترشح في أغسطس 2015. تم منح هانغتشو رسميًا لقب المدينة المضيفة في 16 سبتمبر 2015 ، في عشق أباد ، تركمانستان ، خلال الدورة الرابعة والثلاثين الجمعية العامة للمجلس الأولمبي لآسيا.

## الملاعب
سيتم استخدام 44 مكانًا للألعاب ، بما في ذلك 30 مرفقًا قائمًا و 14 مكانًا تم تشييده حديثًا. ستكون معظم الأماكن داخل هانغتشو ومناطقها ، في حين ستقام أحداث أخرى في دكينغ وجينهوا ونينغبو وشاوشينغ ونتشو. يتم إنشاء خط سكة حديد عالي السرعة جديد بين هانغتشو وهوتشو للألعاب.

## المشاركون
| المشاركون من اللجان الأولمبية الوطنية |
| --- |
| - أفغانستان - البحرين - بنغلاديش - بوتان - بروناي - كمبوديا - الصين (المستضيف) - تايبيه الصينية - تيمور الشرقية - هونغ كونغ - الهند - إندونيسيا - إيران - العراق - اليابان - الأردن - كازاخستان - الكويت - قيرغيزستان - لاوس - لبنان - ماكاو - ماليزيا - المالديف - منغوليا - مينمار - نيبال - كوريا الشمالية - سلطنة عمان - باكستان - فلسطين - الفلبين - قطر - السعودية - سنغافورة - كوريا الجنوبية - سريلانكا - سوريا - طاجيكستان - تايلاند - تركمانستان - الإمارات العربية المتحدة - أوزبكستان - فيتنام - اليمن |